# Municipio Pedro Camejo
Pedro Camejo es uno de los 7 municipios que integran el Estado Apure, Venezuela, debe su nombre a Pedro Camejo militar venezolano conocido como Negro Primero que participó en la Guerra de independencia de Venezuela. Su capital es San Juan de Payara. Tiene una superficie de 20 519 km² y una población de 38 682 habitantes (2023). El municipio Pedro Camejo es el más grande de Apure y se encuentra en forma de "L" invertida acostado que va desde el este hasta el sur de Apure, limitando así por el sur con el río meta, siendo esta la frontera con la República de Colombia.

## Historia
El Distrito Pedro Camejo fue creado el 3 de julio de 1968 por la Asamblea Legislativa del estado Apure, en la localidad de San Juan de Payara. La nueva división territorial incluyó a los poblados de San Juan de Payara (designado como capital), Cunaviche y Codazzi.
A finales de la década de 1980, con la entrada en vigencia de la Ley Orgánica de Régimen Municipal, el distrito fue reorganizado y pasó a constituirse como el actual Municipio Pedro Camejo, dentro del marco de la reforma nacional que suprimió la figura de los distritos y consolidó la organización municipal en Venezuela.
El 15 de septiembre de 2015 el presidente venezolano, Nicolás Maduro declara parcialmente un Estado de excepción en el estado fronterizo de Apure, por la crisis diplomática con Colombia originado por los acontecimientos ocurridos en el Estado Táchira el 21 de agosto del mismo año, siendo esta entidad municipal uno de los tres municipios afectados por la medida presidencial.

## Geografía

### Límites
- Al norte: con los municipios Achaguas, Biruaca, San Fernando y Rómulo Gallegos.
- Al sur: con el estado Amazonas y Colombia.
- Al este: con el municipio San Fernando y el estado Bolívar.
- Al oeste: con los municipios Achaguas y Rómulo Gallegos.

### Organización parroquial
| Parroquia          | Superficie | Población   | Densidad      |
| ------------------ | ---------- | ----------- | ------------- |
| Codazzi            | 8.971 km²  | 7.152 hab.  | 0,79 hab./km² |
| Cunaviche          | 11.036 km² | 17.561 hab. | 1,59 hab./km² |
| San Juan de Payara | 512 km²    | 13.969 hab. | 27,28hab./km² |
| Municipio Camejo   | 20.519 km² | 38.682 hab. | 1,88 hab./km² |

## Política y gobierno

### Alcaldes
| Período     | Alcalde                   | Partido político / Alianza | % de votos | Notas |
| ----------- | ------------------------- | -------------------------- | ---------- | --- |
| 1989 - 1992 | Juan Antonio Gil          | AD                         | 54,50      | Primer alcalde bajo elecciones directas |
| 1992 - 1995 | Antonio Salazar           | AD                         | 50,80      | Segundo alcalde bajo elecciones directas |
| 1995 - 2000 | Benigno Castillo Alvarado | AD                         | -          | Tercer alcalde bajo elecciones directas (se realizaron elecciones generales adelantadas en el 2000 debido a la aprobación de la Constitución de 1999) |
| 2000 - 2004 | Jesús Pérez               | AD                         | 54,60      | Cuarto alcalde bajo elecciones directas |
| 2004 - 2008 | Pedro Leal                | MVR                        | 64,97      | Quinto alcalde bajo elecciones directas |
| 2008 - 2013 | Pedro Leal                | PSUV                       | 56,04      | Reelecto (se postergan 1 año las elecciones municipales pautadas para finales del 2012)                                                               |
| 2013 - 2017 | Pedro Leal                | PSUV                       | 52,59      | Reelecto |
| 2017 - 2021 | Pedro Leal                | PSUV                       | 72,75      | Reelecto |
| 2021 - 2025 | Luis Cuervo               | MUD                        | 43,54      | Sexto alcalde bajo elecciones directas |

### Concejo municipal
Período 1989 - 1992
| Concejales:               | Partido político / Alianza |
| ------------------------- | -------------------------- |
| Jose Galeano              | AD                         |
| Miguel González Matos     | AD                         |
| Lucila Montoya de Galeano | AD                         |
| Antonio Salazar           | AD                         |
| Sara Arévalo de Camejo    | COPEI                      |
| Armando Silva             | COPEI                      |

Período 1992 - 1995
| Concejales:            | Partido político / Alianza |
| ---------------------- | -------------------------- |
| Sara Arévalo de Camejo | AD                         |
| Juan Pineda            | AD                         |
| Benjamin Jimenez       | AD                         |
| Marcelo Ojeda          | AD                         |
| Miguel Díaz            | COPEI                      |
| Hector Polanco         | COPEI                      |
| Jesus Palacio          | COPEI                      |

Período 1995 - 2000
| Concejales:            | Partido político / Alianza |
| ---------------------- | -------------------------- |
| Marcelo Ojeda          | AD                         |
| Sara Arévalo de Camejo | AD                         |
| Felix Ramos            | AD                         |
| Juan Pineda            | AD                         |
| José Acosta            | AD                         |
| Simon Díaz             | COPEI                      |
| Miguel Díaz            | COPEI                      |

Período 2013 - 2018
| Concejales      | Partido político / Alianza |
| --------------- | -------------------------- |
| José Rico       | PSUV                       |
| Aura Loggiodice | PSUV                       |
| Rafael Castillo | PSUV                       |
| Zoraly Salazar  | PSUV                       |
| Yennifer Tovar  | PSUV                       |
| Roselys Rojas   | MUD                        |
| Henry Rodríguez | (Representación Indígena)  |

Período 2018 - 2021
| Concejales      | Partido político / Alianza |
| --------------- | -------------------------- |
| Jennifer Tovar  | PSUV                       |
| Jesus Villazana | PSUV                       |
| Rafael Castillo | PSUV                       |
| Aura Loggiodice | PSUV                       |
| José Rico       | PSUV                       |
| Rocelis Puerta  | PSUV                       |
| Henry Rodríguez | (Representación indígena)  |

Periodo 2021 - 2025
| Concejales:     | Partido político / Alianza |
| --------------- | -------------------------- |
| Aura Loggiodice | PSUV                       |
| José Ramón Rico | PSUV                       |
| Aurimar García  | PSUV                       |
| Leris Ruíz      | MUD                        |
| Omanio García   | MUD                        |
| José Loggiodice | MUD                        |
| Roger Acosta    | (Representación indígena)  |